# Chatos Land
Chatos Land (Originaltitel: Chato’s Land) ist ein britischer Western von Michael Winner aus dem Jahr 1972 mit Charles Bronson in der Hauptrolle.

## Handlung
Der Halbblut-Indianer Chato kauft in einer Stadt Lebensmittel und bestellt danach im Saloon einen Drink. Dabei wird er vom Sheriff der Stadt rassististisch verspottet, diskriminiert und bedroht. Schließlich greift der Sheriff zum Revolver, woraufhin Chato blitzschnell den seinen zieht und den Sheriff erschießt. Chato flieht daraufhin aus der Stadt. Es dauert nicht lange, und schon ist er das Gespräch der ganzen Stadt. Die Bewohner, denen die Indianer ohnehin schon ein Dorn im Auge sind, werden nun noch viel wütender und aufgebrachter.  Südstaatenveteran Quincy Whitmore stellt daraufhin kurzerhand eine Gruppe zusammen, die Chato jagen und töten soll.
Nach einem langen und staubigen Ritt in die Wüste trifft die Gruppe auf ein Steinhaus, in dem Chato, seine Frau und sein Sohn wohnen. Nur die Frau ist im Haus, Chato ist abwesend und der Sohn in der näheren Umgebung, sodass er von den Männern nicht gesehen wird. Die Männer vergewaltigen die Frau und nehmen sie als Geisel. Der Sohn beobachtet dies und läuft zu seinem Vater und dessen Bruder, denen er von der Tat berichtet. Die beiden können die Frau befreien, wobei allerdings Chatos Bruder angeschossen wird und in die Hände der Angreifer fällt. Die Männer hängen den Verletzten mit den Füßen über einem Scheiterhaufen auf, den sie anzünden. Nur Quincy Whitmore hat Erbarmen und erschießt ihn, um sein Leiden zu beenden.
Die Gruppe zieht weiter, um Chato zu jagen, aber ihre Kräfte schwinden immer mehr. Chato hat einige ihrer Pferde erschossen, das Wasser wird knapp und es kommt immer häufiger zu erheblichen Streitigkeiten innerhalb der Gruppe. Nun ist der Zeitpunkt für Chatos Rache gekommen; er lauert der Gruppe im Gebirge auf und beginnt, einen nach dem anderen zu töten. Sehr schnell sind aus den Jägern die Gejagten geworden. Die gnadenlose Dezimierung durch Chatos Hand lässt die fragile Einheit der Gruppe endgültig zerbrechen. Whitmore wird erschossen. Die Spaltung der Truppe in die, die Chato weiterhin jagen und die anderen, die sich zurückziehen wollen, endet damit, dass sich einige Mitglieder gegenseitig ermorden, bis die Truppe durch Chato und die gegenseitigen Ermordungen schließlich bis auf einen Verfolger reduziert ist, der ohne Pferd und Wasser nicht an Chato vorbeikommt.

## Hintergrund
- Chatos Land wurde in Almería (Andalusien/Spanien)  gedreht.[2]
- Dies ist der erste von insgesamt sechs gemeinsamen Filmen von Michael Winner und Charles Bronson.[3]

## Kritiken
Das Lexikon des internationalen Films nannte Chatos Land einen „ganz auf Charles Bronson als Apachen-Mischling zugeschnittene[n] brutale[n] Western mit aufgesetzt wirkenden sozialkritischen Tönen.“
Der Spiegel schrieb, „der scheinbar naiv und stets spannend gefilmte Winner-Western“ enttarne sich „als parabolische Kritik am kriegerischen Engagement der Amerikaner in Indochina.“
Joe Hembus stellte fest, Chatos Land sei „einer der wenigen Filme mit einem überzeugenden indianischen Helden und Bronsons beste Leistung in diesem Fach.“
Phil Hardy kritisierte Winners Regie „mit ihrer übermäßigen Benutzung des Zooms und ihrer lächerlichen (...) Day-for-Night-Kameraarbeit.“